# Iñaki Gastón
Iñaki Gastón Crespo (Bilbao, Vizcaya, España; 25 de mayo de 1963) es un exciclista español, profesional entre los años 1984 y 1994, durante los cuales logró 40 victorias.

## Trayectoria
Destacó, sobre todo, en etapas de montaña. 
Fue uno de los mejores escuderos de Tony Rominger en el Clas-Cajastur junto con otros ilustres como Fede Etxabe o Jon Unzaga. En la Vuelta a España del 93, fue vital para Tony Rominger cuando se escapó bajando el puerto de la Cobertoria en medio de un gran diluvio, dilapidando todas las opciones de Alex Zülle, quien se cayó bajando dicho puerto. Rominger acabó ganando aquella Vuelta, con apenas medio minuto de ventaja sobre Zülle.
En la Vuelta a España, su mejor resultado fue el 7.º lugar logrado en 1989. Además, también fue 11.º en 1993, 12.º en 1986 y 1987 y 14.º en 1990 y 1991. En el Tour de Francia, su mejor resultado fue un 38.º lugar obtenido en 1985. 
En el Giro de Italia, terminó 23.º en 1991, en la que fue su única participación, llevándose el maillot de la montaña. En ese mismo año logró la hazaña de finalizar las tres grandes vueltas.

## Palmarés
| 1984 - Vuelta a La Rioja, más 2 etapas - 1 etapa de la Vuelta a Aragón - 1 etapa de la Vuelta a Valencia - Clásica de los Puertos 1985 - Subida a Arrate - Clásica de Sabiñánigo - Clásica de Ordizia 1986 - Clásica de San Sebastián - Subida a Arrate 1987 - 1 etapa de la Vuelta a Galicia - Vuelta a Asturias, más 4 etapas - 1 etapa de la Vuelta a España - 1 etapa de la Bicicleta Eibarresa (Subida a Arrate) - Hucha de Oro | 1988 - 1 etapa de la Vuelta a Galicia - 2 etapas de la Semana Catalana - 2 etapas de la Vuelta a España 1989 - Vuelta a Aragón 1990 - Semana Catalana - 1 etapa de la Vuelta a Aragón - 1 etapa de la Volta a Cataluña - G.P. Primavera 1991 - Clasificación de la montaña del Giro de Italia 1993 - 1 etapa de la Semana Catalana |

## Resultados en Grandes Vueltas y Campeonato del Mundo
Durante su carrera deportiva ha conseguido los siguientes puestos en las Grandes Vueltas y en los Campeonatos del Mundo en carretera:
| Carrera         | 1984 | 1985 | 1986 | 1987 | 1988  | 1989 | 1990 | 1991 | 1992 | 1993 | 1994 |
| --------------- | ---- | ---- | ---- | ---- | ----- | ---- | ---- | ---- | ---- | ---- | ---- |
| Giro de Italia  | -    | -    | -    | -    | -     | -    | -    | 23.º | -    | -    | -    |
| Tour de Francia | -    | 38.º | 75.º | Ab.  | 112.º | Ab.  | -    | 61.º | Ab.  | 78.º | -    |
| Vuelta a España | -    | 21.º | 12.º | 12.º | 35.º  | 7.º  | 14.º | 14.º | Ab.  | 11.º | 59.º |
| Mundial en Ruta | -    | -    | -    | -    | -     | 40.º | 17.º | -    | -    | -    | -    |

-: No participa

Ab.: Abandono

## Equipos
- Reynolds (1984-1985)
- Kas (1986-1987)
- Kelme (1988-1989)
- CLAS-Cajastur (1990-1993)
- Mapei (1994)